# Zeta Phoenicis
Wurren   eller Zeta Phoenicis (ζ Phoenicis, förkortat Zeta Phe, ζ Phe)  som är stjärnans Bayerbeteckning, är en trippelstjärna belägen i den sydöstra delen av stjärnbilden Fenix. Den har en skenbar magnitud på 3,0 – 4,4 och är synlig för blotta ögat där ljusföroreningar ej förekommer. Baserat på parallaxmätning inom Hipparcosuppdraget på ca 10,9 mas, beräknas den befinna sig på ett avstånd på ca 300 ljusår (ca 92 parsek) från solen.

## Nomenklatur
Zeta Phoenicis har det traditionella namnet Wurren i Wardamanfolkets kultur i norra territoriet i Australien,vilket betyder "barn", men avser i detta sammanhang en "Liten fisk", en stjärna som gränsar till Achernar (Gawalyan = procupine eller echidna ) till vilken liten fisk ger vatten. År 2016 anordnade Internationella Astronomiska Unionen en arbetsgrupp för stjärnnamn (WGSN) med uppgjft att katalogisera och standardisera riktiga namn för stjärnor. WGSN fastställde namnet Wurren för stjärnan Zeta Phoenicis Aa i november 2017 och detta ingår nu i förteckningen över IAU-godkända stjärnnamn.

## Egenskaper
Primärstjärnan Zeta Phoenicis Aa är en blå till vit stjärna av spektralklass B6 V. Den har en massa som är ca 4 gånger större än solens massa, en radie som är ca 2,9 gånger större än solens och utsänder från dess fotosfär ca 320 gånger mera energi än solen vid en effektiv temperatur på ca 14 400 K.
Zeta Phoenicis är en multipelstjärna och en kortperiodisk förmörkelsevariabel av Algol-typ (EA/DM). Den varierar mellan skenbar magnitud +3,94 och 4,42 med en period av 1,669776 dygn.
Konstellationen omfattar sannolikt fyra stjärnor med två följeslagare utanför den centrala dubbelstjärnan med skenbar magnitud av 7,2 respektive 8,2 med vinkelseparationer på 0,8 och 6,4 bågsekunder från huvudparet. Den närmaste (Zeta Phoenicis B) är en stjärna av spektraltyp A  med en omloppsperiod runt huvudparet på omkring 210 år och en excentricitet på ca 0,35.  Den yttersta (Zeta Phoenicis C) är en stjärna av spektraltyp F med en omloppsperiod på över 5000 år.